# Пјанача (Ла Специја)
Пјанача је насеље у Италији у округу Ла Специја, региону Лигурија.
Према процени из 2011. у насељу је живело 37 становника. Насеље се налази на надморској висини од 85 м.